# 강영훈 (외교관)
강영훈(姜永勳, 1961년 4월 2일~)은 대한민국의 외무공무원이다.

## 학력
- 1988.08: 서울대학교 독문학과[2]

## 경력
- 1989.05: 외무부 입부 (89.04 제23회 외무고시 합격)[2]
- 1995.12: 주일본 대사관2등서기관[2]
- 1998.12: 주블라디보스톡 총영사관 영사[2]
- 2003.12: 주몬트리올 총영사관 영사 겸 주국제민간항공기구(ICAO) 1등서기관[2]
- 2006.06: 주일본 대사관 참사관[2]
- 2009.02: 대통령실 행정관 (외교비서관실)[2]
- 2010.02: 외교통상부 동북아시아국 일본과장[2]
- 2011.01: 주오스트레일리아 대사관 공사참사관[2]
- 2013.04: 대통령비서실 선임행정관 (의전비서관실)[2]
- 2014.02: 국방대학교 파견 (고위안보과정)[2]
- 2015.03: 외교부 남아시아태평양국장[2]
- 2016.10: 주호놀룰루 총영사[2]
- 2019.05: 주타이베이 대표부 대표[2][3]